# 英克斯特鎮區 (北達科他州大福克斯縣)
英克斯特鎮區（英語：Inkster Township）是位於美國北達科他州大福克斯縣的一個鎮區。

## 地方資料
英克斯特鎮區的面積為92.15平方千米，當中陸地面積為91.70平方千米，而水域面積為0.45平方千米。根據2020年美國人口普查的數據，當地共有人口189人，而人口密度為每平方千米2.05人。